# 阿德拉诺斯
阿德拉诺斯（英語：Adranus）。古罗马时代西西里岛职司火之神祇。其影响遍及全岛，以埃特纳火山镇最为流行。具有重大地宗教影响与历史意义。成为现代学者所着力之方向。